# سیتروئن الیزه
سیتروئن الیزه (انگلیسی: Citroën Elysée) یک خودروی خانوادگی کوچک سدان است که توسط دانگ‌فنگ پژو-سیتروئن  ، که سرمایه گذاری مشترک بین گروه (پژو-سیتروئن) فرانسه و سازنده چینی دانگ‌فنگ موتور ، برای بازار داخلی چین تولید می شد. تولید این خودرو در ژوئن ۲۰۰۲ آغاز شد و در ۲۰۱۳ به پایان رسید. نسل دوم این خودرو تحت نام سیتروئن سی-الیزه تولید شد.

## نگارخانه

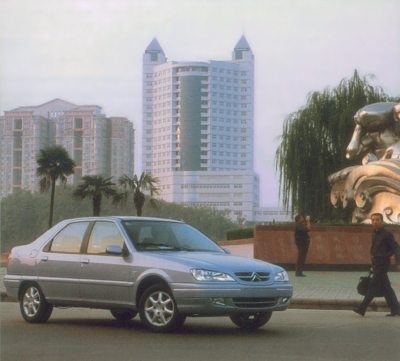
عکس زمان معرفی
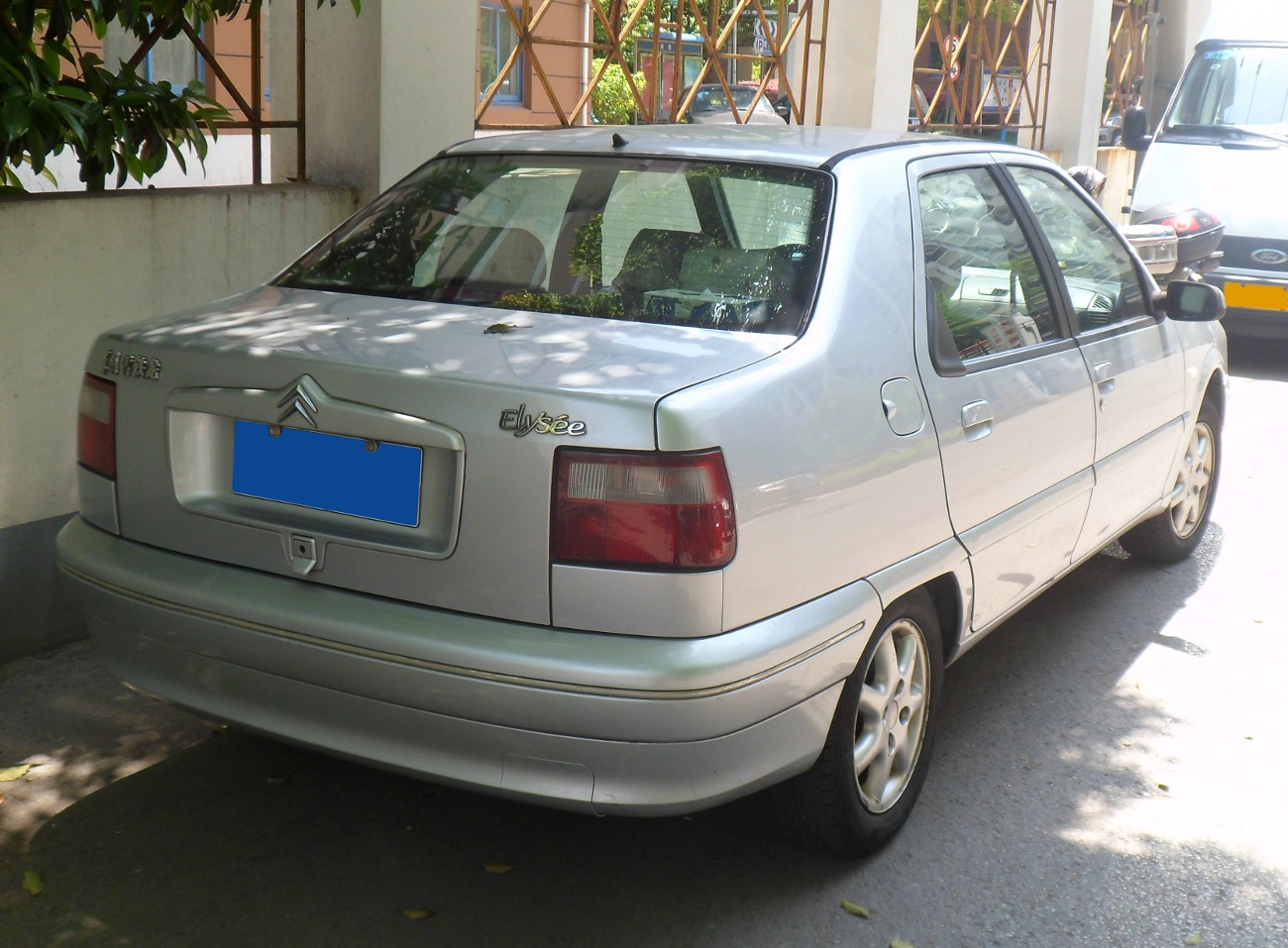
نمای عقب - نسخه ۲۰۰۲ تا ۲۰۰۸
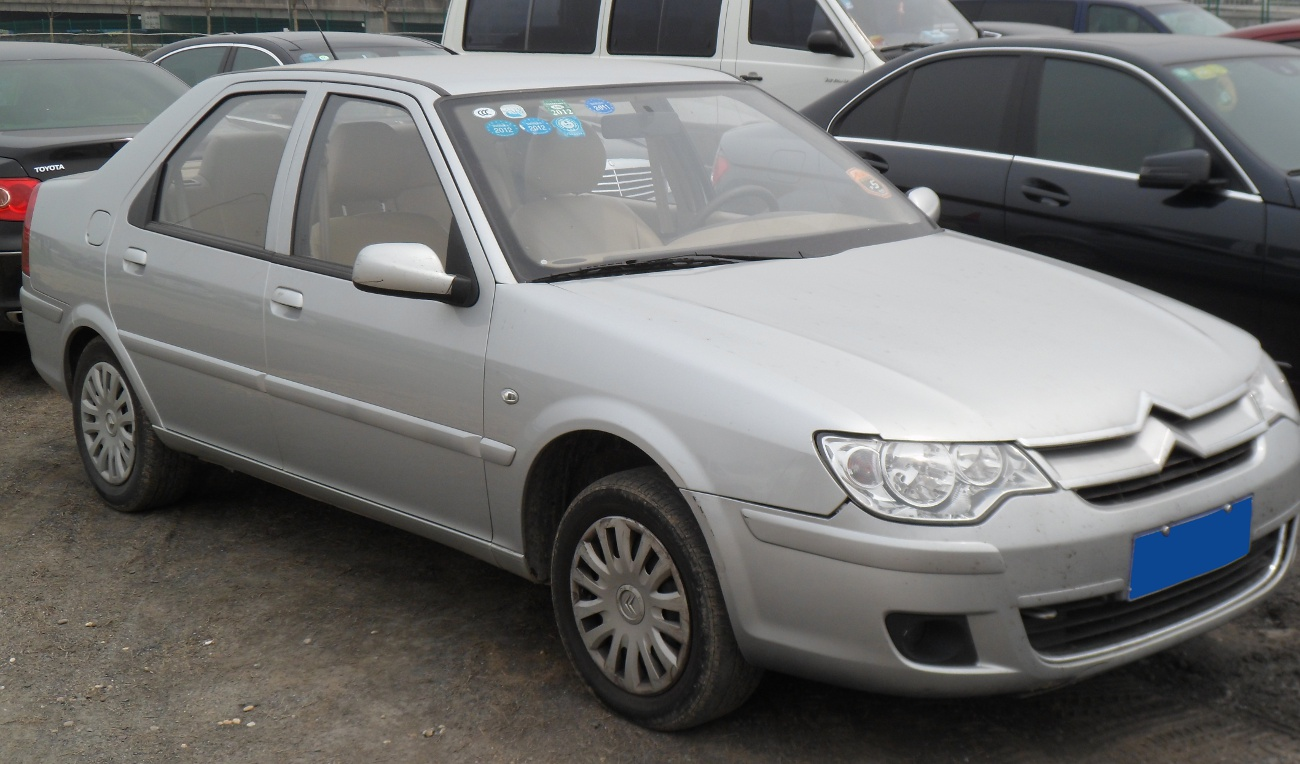
نمای جلو- نسخه ۲۰۰۸ تا ۲۰۱۰
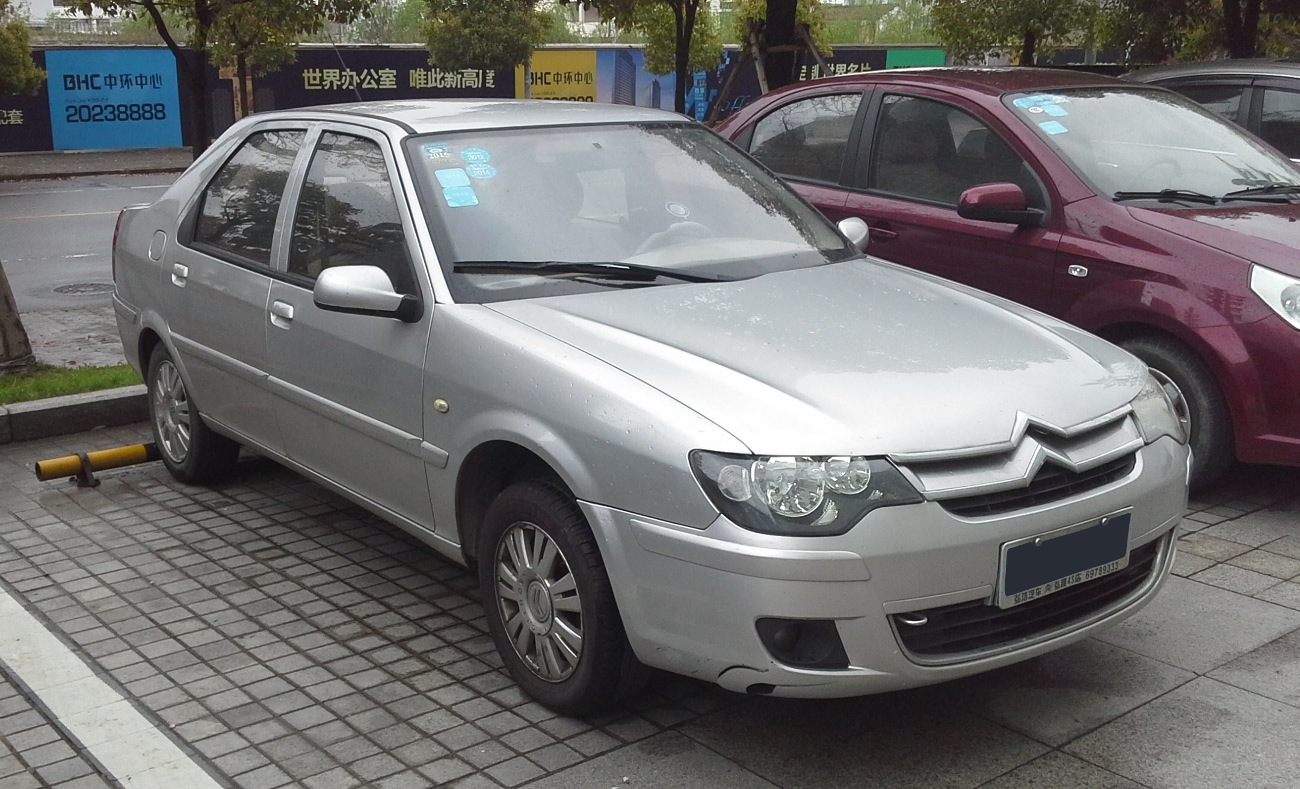
نمای جلو - نسخه ۲۰۱۱ تا ۲۰۱۳
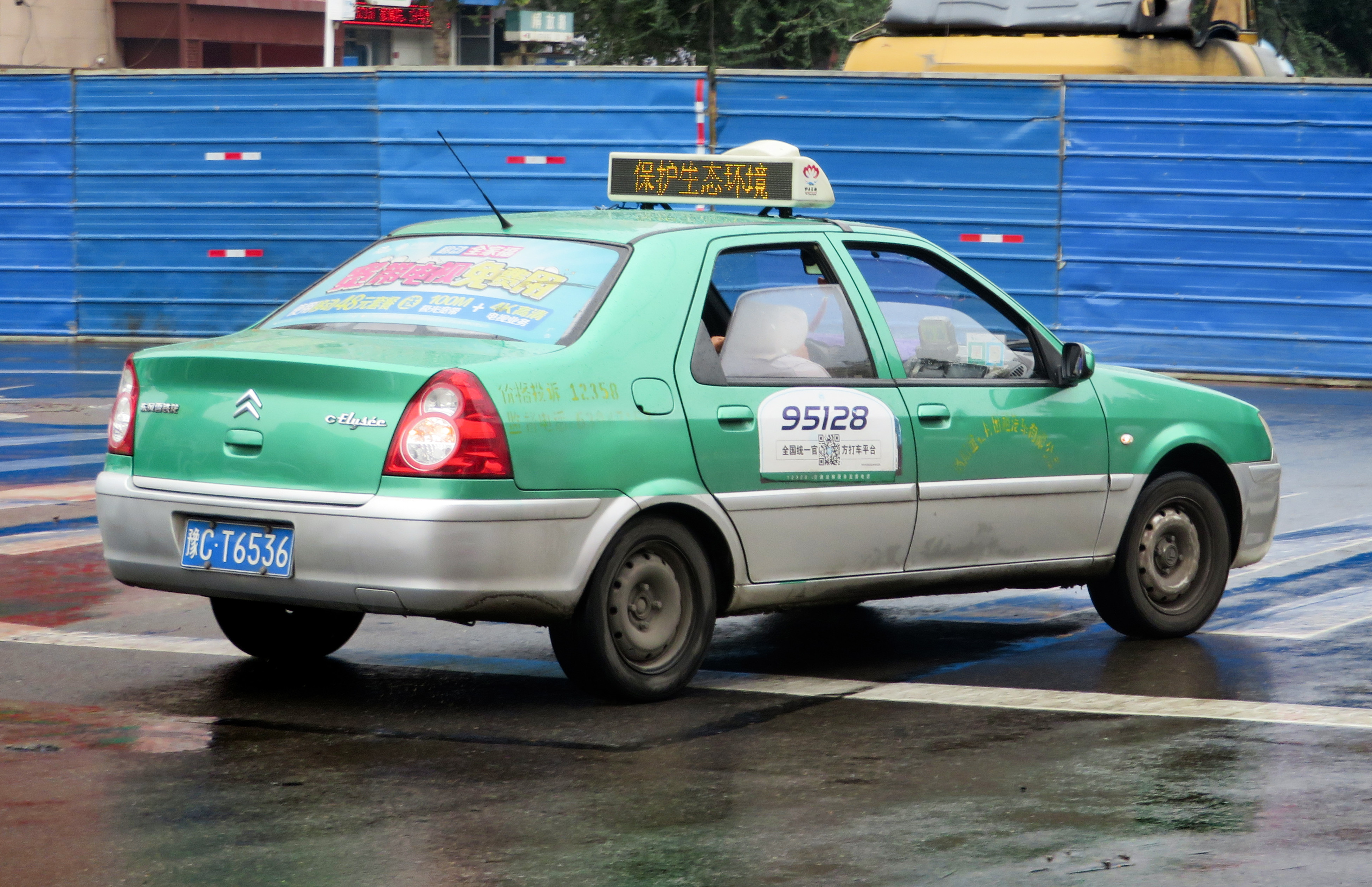
سیتروئن الیزه تاکسی در یکی از شهرهای چین
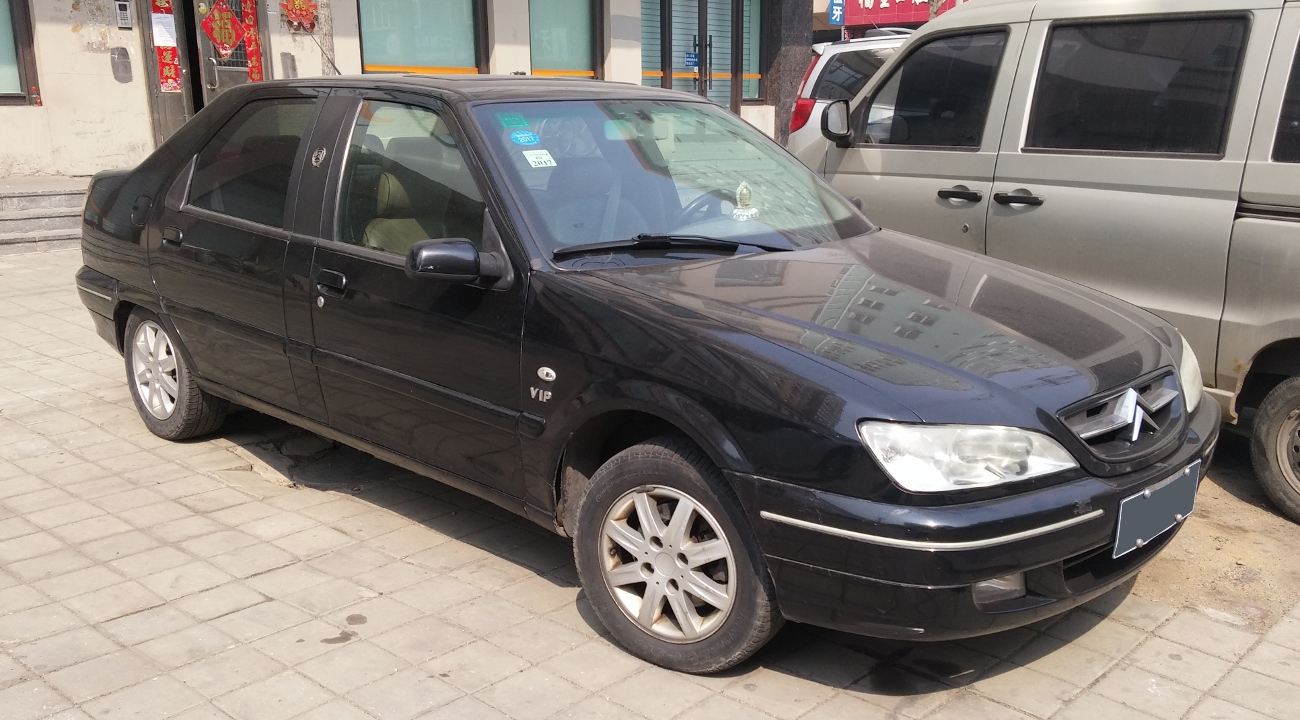
نسخه وی‌آی‌پی
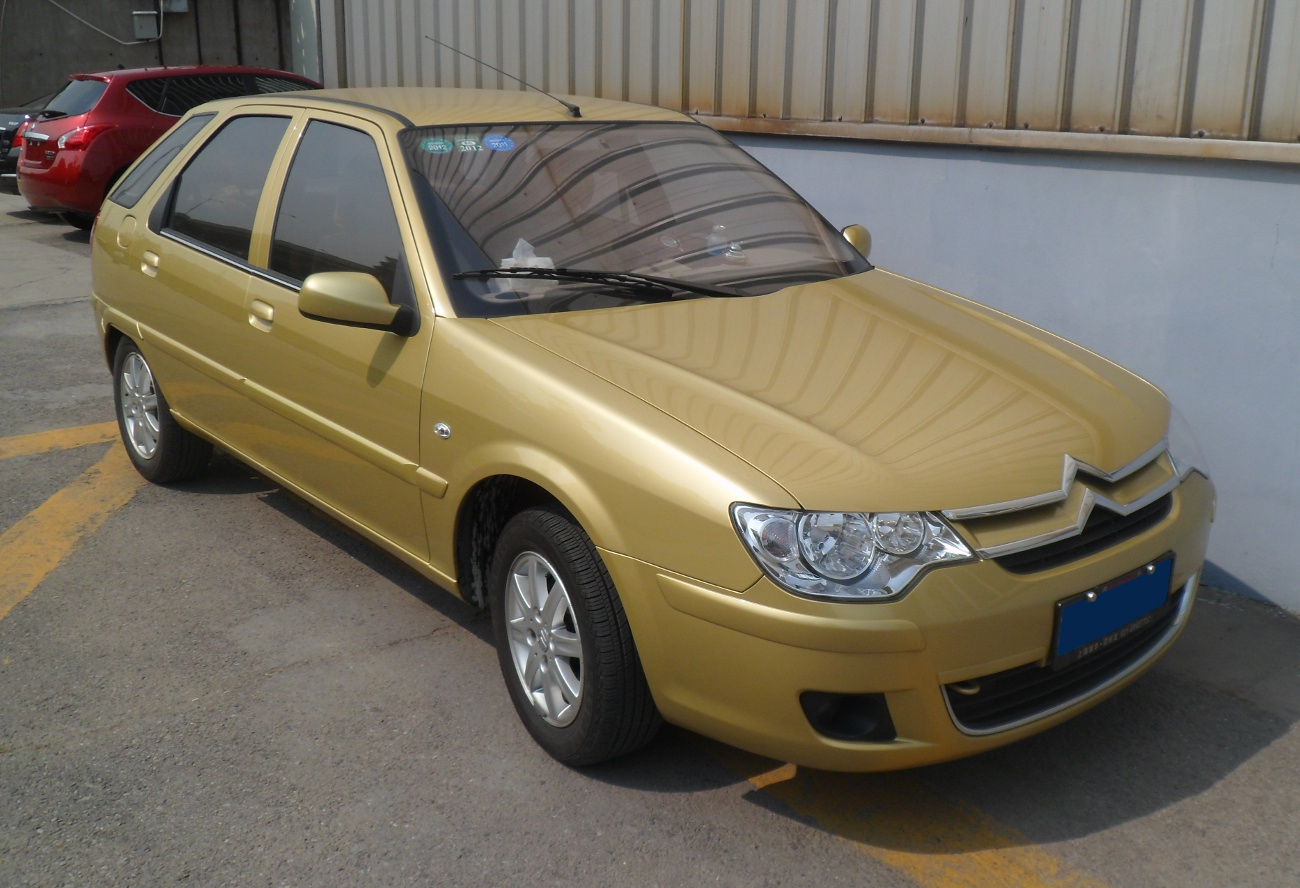
الیزه هاچ‌بک
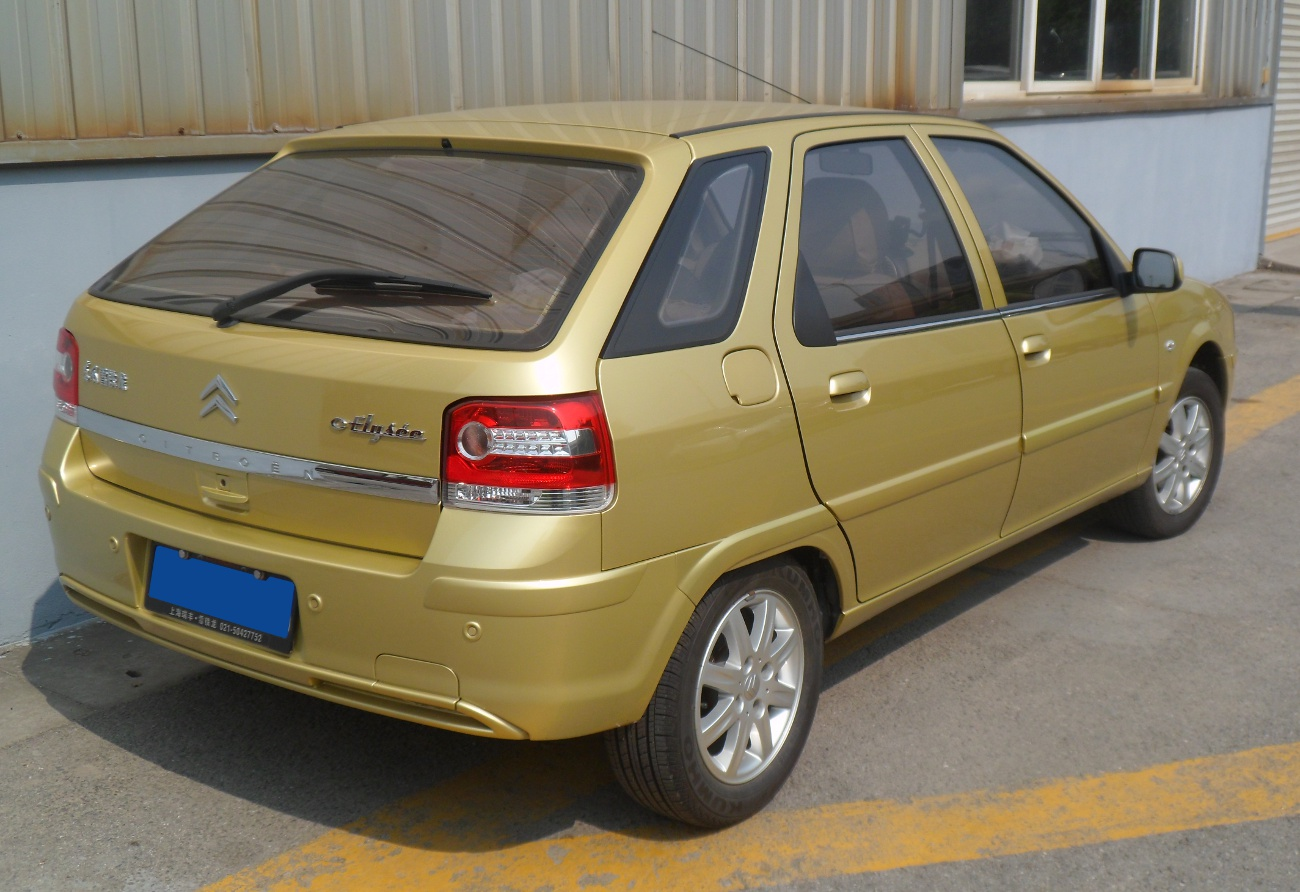
الیزه هاچ‌بک - نمای عقب